# Gógánfa
Gógánfa is een plaats (község) en gemeente in het Hongaarse comitaat Veszprém. Gógánfa telt 792 inwoners (2001).